# Pilaf

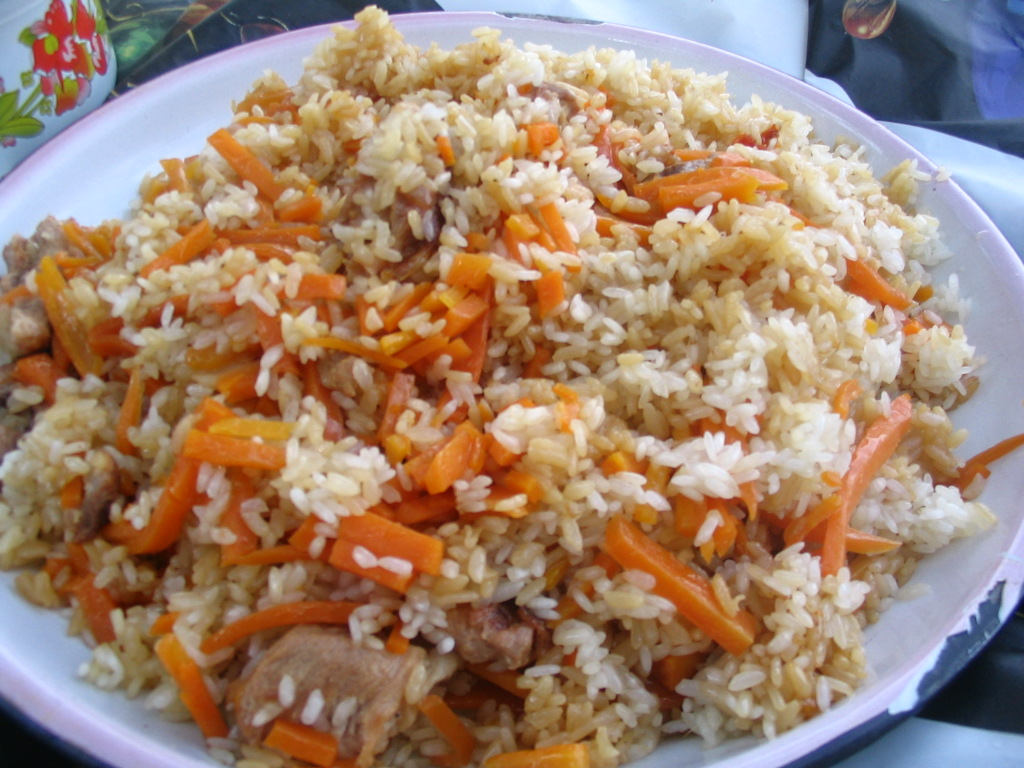
Pilaf s kuřecím masem

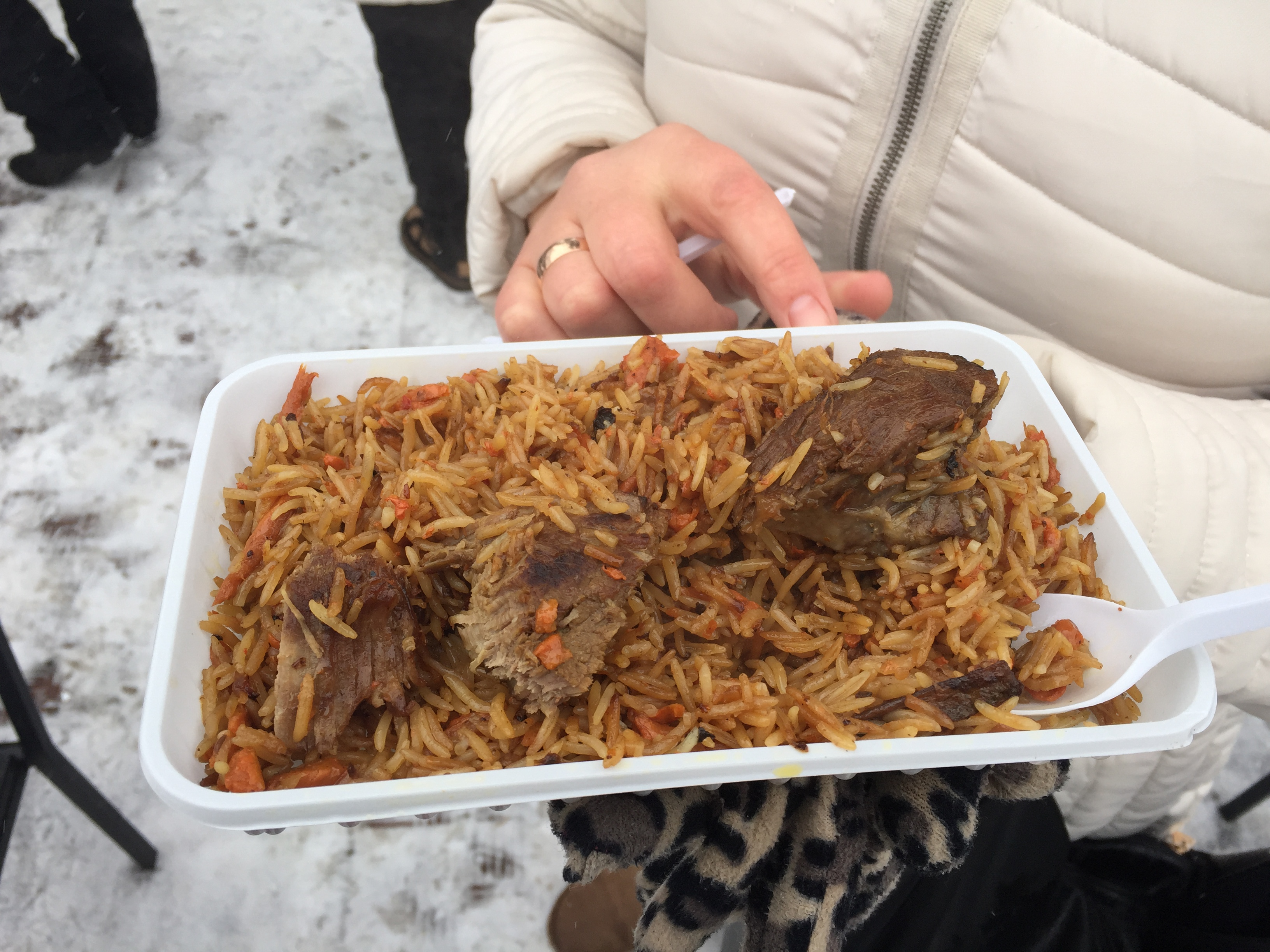
Pouliční jídlo pilaf (Kyjev, Ukrajina)

Pilaf nebo také pilav je jídlo, kde tvoří základ rýže nebo pšenice (bulgur).

## Příprava
Většinou se osmaží na oleji a potom vaří v kořeněném bujónu. Je mnoho druhů pilafů, záleží na tom, v které zemi se vaří, může obsahovat různé příměsi – zeleninu, ovoce, různé druhy masa a nesmí chybět koření.

## Charakteristika
Pilaf a podobná jídla jsou obvyklá ve Východní Evropě, na Středním východě, nebo v jihoasijské kuchyni. V Ázerbájdžánu je pilaf národním jídlem. Velmi často se vaří např. v Turecku, zemích bývalého SSSR, na Balkáně nebo v Íránu.

## Pojmenování
V různých zemích má různé názvy:
- Albánsky pilaf
- Arménsky փիլավ
- Ázerbájdžánsky plov
- Bosensky pilav
- Řecky πιλάφι
- Hindsky पुलाव
- Kazašsky палау
- Makedonsky Пилав (Pilav), (palaw)
- Mandarinsky 抓饭 (zhua fan)'
- Urdsky pulao
- Persky polow
- Rumunsky pilaf
- Rusky "плов" plov
- Srbsky pilav
- Turecky pilav
- Tádžicky палав - palav [palau]'
- Trinidad a Tobago pelau
- Uzbecky полов palov"
- Persky پلو - polō
- Turkmensky palov
- Turkicky pilav
- Krymskotatarsky pilâv
- Tatarsky pılaw